# Tamopsis forrestae
Tamopsis forrestae är en spindelart som beskrevs av Baehr 1988. Tamopsis forrestae ingår i släktet Tamopsis och familjen Hersiliidae.
Artens utbredningsområde är Queensland. Inga underarter finns listade i Catalogue of Life.